# Guenroc
Guenroc település Franciaországban, Côtes-d’Armor megyében. Lakosainak száma 217 fő (2022. január 1.). Guenroc Caulnes, Guitté, Plouasne, Plumaudan és Saint-Maden községekkel határos.

## Népesség
A település népességének változása:
| Lakosok száma | 249  | 185  | 176  | 183  | 216  | 219  | 220  | 217  | 216  | 217  |
|               | 1968 | 1982 | 1990 | 2006 | 2013 | 2015 | 2017 | 2019 | 2020 | 2022 |